# Tim Means
Tim Means (Wilburton, 20 de fevereiro de 1984) é um lutador norte-americano de artes marciais mistas, atualmente compete no peso-leve do Ultimate Fighting Championship. Means foi Campeão Peso-Leve e Meio-Médio Júnior do King of the Cage.

## Carreira no MMA

### Começo da carreira
Means começou sua carreira no MMA em 2004, acumulando o recorde de 3-2 antes de ter uma sentença de prisão. Suas duas derrotas foram para os futuros lutadores do UFC Spencer Fisher e Luke Caudillo.

### King of the Cage
Means retornou ao MMA em 2009 e conseguiu seis vitórias seguidas no primeiro round, incluindo uma vitória por nocaute técnico em nove segundos contra Matt Green no KOTC: New Breed. Ele conquistou seu primeiro Título no KOTC: Steel em 7 de Outubro de 2010 quando derrotou Bobby Green e venceu o Título Peso Meio Médio Júnior do KOTC. Ele defendeu o cinturão em quatro ocasiões, na última conseguiu uma vitória por nocaute técnico no primeiro round sobre Mario Ramos no KOTC: High Performance em 19 de Novembro de 2011. Ele ganhou o Título Peso Leve do KOTC com uma vitória sobre Tye Brown no KOTC: Total Destruction em 21 de Janeiro de 2012.

### Ultimate Fighting Championship
Means fez sua estréia no UFC contra Bernardo Magalhães em 15 de Fevereiro de 2012 no UFC on Fuel TV: Sanchez vs. Ellenberger. Ele venceu a luta por decisão unânime.
Means enfrentou Justin Salas em 8 de Junho de 2012 no UFC on FX: Johnson vs. McCall. Means derrotou Salas nos primeiros segundos da luta, aplicando knockdows diversas vezes antes de acabar com a lutas com socos em pouco mais de um minuto.
Means era esperado para enfrentar Abel Trujillo em 1 de Setembro de 2012 no UFC 151. Porém, após o UFC 151 ser cancelado, a luta entre Means e Trujillo foi remarcada para 8 de Dezembro de 2012 no UFC on Fox: Henderson vs. Diaz. Porém no dia da pesagem para o evento, Means bateu a cabeça ao escorregar na saúna e foi substituído por Marcus LeVesseur.
Means enfrentou Jorge Masvidal em 20 de Abril de 2013 no UFC on Fox: Henderson vs. Melendez. e perdeu por decisão unânime.
Means substituiu Bobby Green contra Danny Castillo em 27 de Julho de 2013 no UFC on Fox: Johnson vs. Moraga. Means pesou 5 lbs acima do limite da categoria, e perdeu por decisão unânime. Means foi demitido da organização após a derrota.

### Legacy FC
Após ser demitido do UFC, Means enfrentou Pete Spratt no evento principal do Legacy FC 23 em 13 de Setembro de 2013. Ele venceu por nocaute no primeiro round.
Ele enfrentou Artenas Young no evento principal do Legacy FC 27 em 31 de Janeiro de 2014 e venceu por nocaute técnico ainda no primeiro round.

### Retorno ao UFC
Após breve demissão do UFC, Means voltou à organização para substituir William Macario na luta contra Neil Magny em 10 de Maio de 2014 no UFC Fight Night: Brown vs. Silva e perdeu por decisão unânime em uma luta morna.
Means enfrentou Hernani Perpétuo em 26 de Julho de 2014 no UFC on Fox: Lawler vs. Brown e venceu por decisão unânime. Em seguida ele derrotou Márcio Alexandre Jr. em 20 de Dezembro de 2014 no UFC Fight Night: Machida vs. Dollaway numa decisão dividida.
Means enfrentou Dhiego Lima em 28 de Fevereiro de 2015 no UFC 184 e conquistou a vitória por nocaute técnico no primeiro round.
Ele enfrentou George Sullivan em 18 de Abril de 2015 no UFC on Fox: Machida vs. Rockhold e o venceu por finalização no terceiro round.
Means foi colocado para enfrentar Matt Brown após Nate Diaz não aceitar a luta contra ele, a luta entre eles acontecerá em 11 de Julho de 2015 no UFC 189. Ele foi derrotado por finalização no primeiro round.
Means enfrentou John Howard em 10 de Dezembro de 2015 no UFC Fight Night: Namajunas vs. VanZant. Ele venceu a luta por nocaute no segundo round e ainda faturou o prêmio de Performance da Noite.
Means foi escalado para enfrentar o compatriota Donald Cerrone no UFC Fight Night: Cerrone vs. Means em 21 de Fevereiro de 2016, mas foi retirado do card por ter sido flagrado em exame antidoping. 
Means foi escalado para enfrentar Sabah Homasi em 20 de agosto de 2016 no UFC 202: Diaz vs. McGregor II. Neste combate, Means venceu por Nocaute Técnico no segundo round.

## Cartel no MMA
| Cartel no MMA   |             |             |
| 46 lutas        | 32 vitórias | 12 derrotas |
| Por nocaute     | 19          | 2           |
| Por finalização | 5           | 5           |
| Por decisão     | 8           | 5           |
| Empates         | 1           | 1           |
| No contest      | 1           | 1           |

| Res.    | Cartel      | Oponente             | Método                               | Evento                                     | Data       | Round | Tempo | Local                        | Notas                                                    |
| ------- | ----------- | -------------------- | ------------------------------------ | ------------------------------------------ | ---------- | ----- | ----- | ---------------------------- | -------------------------------------------------------- |
| Derrota | 32-15-1 (1) | Alex Morono          | Finalização (guilhotina)             | UFC on ABC: Rozenstruik vs. Almeida        | 13/05/2023 | 2     | 2:09  | Charlotte, Carolina do Norte |                                                          |
| Derrota | 32-14-1 (1) | Max Griffin          | Decisão (dividida)                   | UFC Fight Night: Kattar vs. Allen          | 29/10/2022 | 3     | 5:00  | Las Vegas, Nevada            |                                                          |
| Derrota | 32-13-1 (1) | Kevin Holland        | Finalização (estrangulamento d'arce) | UFC on ESPN: Kattar vs. Emmett             | 18/06/2022 | 2     | 1:28  | Austin, Texas                |                                                          |
| Vitória | 32-12-1 (1) | Nicolas Dalby        | Decisão (unânime)                    | UFC Fight Night: Gane vs. Volkov           | 26/06/2021 | 3     | 5:00  | Las Vegas, Nevada            |                                                          |
| Vitória | 31-12-1 (1) | Mike Perry           | Decisão (unânime)                    | UFC 255: Figueiredo vs. Perez              | 21/11/2020 | 3     | 5:00  | Las Vegas, Nevada            |                                                          |
| Vitória | 30-12-1 (1) | Laureano Staropoli   | Decisão (unânime)                    | UFC Fight Night: Lewis vs. Oleinik         | 08/08/2020 | 3     | 5:00  | Las Vegas, Nevada            |                                                          |
| Derrota | 29-12-1 (1) | Daniel Rodriguez     | Finalização (guilhotina em pé)       | UFC Fight Night: Anderson vs. Błachowicz 2 | 15/02/2020 | 2     | 3:37  | Rio Rancho, Novo México      |                                                          |
| Vitória | 29-11-1 (1) | Thiago Alves         | Finalização (guilhotina)             | UFC on ESPN: Overeem vs. Rozenstruik       | 07/12/2019 | 1     | 2:38  | Washington D.C               |                                                          |
| Derrota | 28-11-1 (1) | Niko Price           | Nocaute Técnico (socos)              | UFC Fight Night: Lewis vs. dos Santos      | 09/03/2019 | 1     | 4:50  | Wichita, Kansas              |                                                          |
| Vitória | 28-10-1 (1) | Ricky Rainey         | Nocaute Técnico (socos)              | The Ultimate Fighter: Heavy Hitters Finale | 30/11/2018 | 1     | 1:18  | Las Vegas, Nevada            |                                                          |
| Derrota | 27-10-1 (1) | Sérgio Moraes        | Decisão (dividida)                   | UFC Fight Night: Machida vs. Anders        | 03/02/2018 | 3     | 5:00  | Belém                        |                                                          |
| Derrota | 27-9-1 (1)  | Belal Muhammad       | Decisão (dividida)                   | UFC Fight Night: Werdum vs. Tybura         | 19/11/2017 | 3     | 5:00  | Sydney                       |                                                          |
| Vitória | 27-8-1 (1)  | Alex Garcia          | Decisão (unânime)                    | UFC Fight Night: Chiesa vs. Lee            | 25/06/2017 | 3     | 5:00  | Oklahoma City, Oklahoma      |                                                          |
| Derrota | 26-8-1 (1)  | Alex Oliveira        | Finalização (mata leão)              | UFC Fight Night: Belfort vs. Gastelum      | 11/03/2017 | 2     | 2:38  | Fortaleza                    |                                                          |
| NC      | 26-7-1 (1)  | Alex Oliveira        | Sem Resultado (joelhadas ilegais)    | UFC 207: Nunes vs. Rousey                  | 30/12/2016 | 1     | 3:33  | Las Vegas, Nevada            |                                                          |
| Vitória | 26-7-1      | Sabah Homasi         | Nocaute Técnico (socos)              | UFC 202: Diaz vs. McGregor II              | 20/08/2016 | 2     | 2:56  | Las Vegas, Nevada            |                                                          |
| Vitória | 25-7-1      | John Howard          | Nocaute (soco)                       | UFC Fight Night: Namajunas vs. VanZant     | 10/12/2015 | 2     | 0:21  | Las Vegas, Nevada            | Performance da Noite.                                    |
| Derrota | 24-7-1      | Matt Brown           | Finalização (guilhotina)             | UFC 189: Mendes vs. McGregor               | 11/07/2015 | 1     | 4:44  | Las Vegas, Nevada            |                                                          |
| Vitória | 24-6-1      | George Sullivan      | Finalização (katagatame)             | UFC on Fox: Machida vs. Rockhold           | 18/04/2015 | 3     | 3:41  | Newark, New Jersey           |                                                          |
| Vitória | 23-6-1      | Dhiego Lima          | Nocaute Técnico (socos)              | UFC 184: Rousey vs. Zingano                | 28/02/2015 | 1     | 2:17  | Los Angeles, California      | Performance da Noite.                                    |
| Vitória | 22-6-1      | Márcio Alexandre Jr. | Decisão (dividida)                   | UFC Fight Night: Machida vs. Dollaway      | 20/12/2014 | 3     | 5:00  | Barueri                      |                                                          |
| Vitória | 21-6-1      | Hernani Perpétuo     | Decisão (unânime)                    | UFC on Fox: Lawler vs. Brown               | 26/07/2014 | 3     | 5:00  | San Jose, California         |                                                          |
| Derrota | 20-6-1      | Neil Magny           | Decisão (unânime)                    | UFC Fight Night: Brown vs. Silva           | 10/05/2014 | 3     | 5:00  | Cincinnati, Ohio             |                                                          |
| Vitória | 20-5-1      | Artenas Young        | Nocaute Técnico (socos)              | Legacy FC 27                               | 31/01/2014 | 1     | 1:38  | Houston, Texas               |                                                          |
| Vitória | 19-5-1      | Pete Spratt          | Nocaute (cotoveladas e socos)        | Legacy FC 23                               | 13/09/2013 | 1     | 2:24  | San Antonio, Texas           |                                                          |
| Derrota | 18-5-1      | Danny Castillo       | Decisão (unânime)                    | UFC on Fox: Johnson vs. Moraga             | 27/07/2013 | 3     | 5:00  | Seattle, Washington          |                                                          |
| Derrota | 18-4-1      | Jorge Masvidal       | Decisão (unânime)                    | UFC on Fox: Henderson vs. Melendez         | 20/04/2013 | 3     | 5:00  | San Jose, California         |                                                          |
| Vitória | 18-3-1      | Justin Salas         | Nocaute Técnico (socos)              | UFC on FX: Johnson vs. McCall              | 08/06/2012 | 1     | 1:06  | Sunrise, Florida             |                                                          |
| Vitória | 17-3-1      | Bernardo Magalhães   | Decisão (unânime)                    | UFC on Fuel TV: Sanchez vs. Ellenberger    | 15/02/2012 | 3     | 5:00  | Omaha, Nebraska              |                                                          |
| Vitória | 16-3-1      | Tye Brown            | Nocaute Técnico (socos)              | King of the Cage: Total Destruction        | 21/01/2012 | 1     | 0:30  | Thackerville, Oklahoma       | Ganhou o Título Peso Leve do KOTC.                       |
| Vitória | 15-3-1      | Mario Ramos          | Nocaute Técnico (socos)              | King of the Cage: High Performance         | 19/11/2011 | 1     | 1:07  | Santa Fé, Novo México        |                                                          |
| Vitória | 14-3-1      | Cody Pfister         | Finalização (mata leão)              | King of the Cage: Kingpin                  | 27/08/2011 | 1     | 2:15  | Lubbock, Texas               | Defendeu o Título Meio Médio Júnior do KOTC.             |
| Vitória | 13-3-1      | Cris Leyva           | Nocaute Técnico (joelhadas e socos)  | King of the Cage: Fight to Live            | 14/05/2011 | 3     | 1:28  | Santa Fé, Novo México        | Defendeu o Título Meio Médio Júnior do KOTC.             |
| Vitória | 12-3-1      | Ricky Musgrave       | Nocaute (socos)                      | ECSC: Friday Night Fights 2                | 11/02/2011 | 3     | 4:53  | Clovis, Novo México          |                                                          |
| Vitória | 11-3-1      | Dom O'Grady          | Decisão (dividida)                   | King of the Cage: Steel                    | 09/12/2010 | 5     | 5:00  | San Bernardino, California   | Defendeu o Título Meio Médio Júnior do KOTC.             |
| Vitória | 10-3-1      | Bobby Green          | Nocaute Técnico (desistência)        | King of the Cage: Inferno                  | 07/10/2010 | 2     | 5:00  | Highland, California         | Ganhou o Título Meio Médio Júnior do KOTC.               |
| Empate  | 9-3-1       | Dom O'Grady          | Empate (majoritário)                 | King of the Cage: Lock Down                | 30/07/2010 | 3     | 5:00  | Edmonton, Alberta            | Means foi penalizado por uma cotovelada atrás da cabeça. |
| Vitória | 9-3         | Cody Garlett         | Nocaute Técnico (socos)              | King of the Cage: Honor                    | 14/05/2010 | 1     | 1:17  | Mescalero, Novo México       |                                                          |
| Derrota | 8-3         | Jaime Jara           | Finalização (guilhotina)             | King of the Cage: Legacy                   | 26/03/2010 | 1     | 2:19  | Reno, Nevada                 | Luta nos Médios                                          |
| Vitória | 8-2         | John Cronk           | Finalização (mata leão)              | King of the Cage: Horsepower               | 28/11/2009 | 1     | 0:46  | Mescalero, Novo México       |                                                          |
| Vitória | 7-2         | Marcio Navarro       | Nocaute Técnico (socos)              | King of the Cage: Gunslinger               | 08/08/2009 | 1     | 3:53  | Concho, Oklahoma             |                                                          |
| Vitória | 6-2         | Matt Butterfield     | Nocaute (joelhada)                   | King of the Cage: El Lobo                  | 23/05/2009 | 1     | 0:04  | Towaoc, Colorado             |                                                          |
| Vitória | 5-2         | Matt Green           | Nocaute Técnico (socos)              | King of the Cage: New Breed                | 07/03/2009 | 1     | 0:09  | Mescalero, Novo México       |                                                          |
| Vitória | 4-2         | Brad Nordquist       | Nocaute (socos)                      | King of the Cage: Rapture                  | 28/02/2009 | 1     | 2:07  | Towaoc, Colorado             |                                                          |
| Vitória | 3-2         | July Guiterrez       | Finalização (mata leão)              | Fightworld 4                               | 26/03/2005 | N/A   | N/A   | Albuquerque, New Mexico      |                                                          |
| Derrota | 2-2         | Spencer Fisher       | Finalização (triângulo)              | IFC: Eve Of Destruction                    | 05/03/2005 | 1     | 1:44  | Salt Lake City, Utah         |                                                          |
| Derrota | 2-1         | Luke Caudillo        | Nocaute Técnico (lesão)              | Ring of Fire 13                            | 24/09/2004 | 1     | 1:40  | Castle Rock, Colorado        |                                                          |
| Vitória | 2-0         | Nathan Brown         | Nocaute Técnico (socos)              | Extreme Fighting Championships 2           | 01/05/2004 | 1     | N/A   | Ardmore, Oklahoma            |                                                          |
| Vitória | 1-0         | Josh Barlowe         | Nocaute Técnico (socos)              | Rumble in the Desert                       | 13/03/2004 | N/A   | N/A   | Grand Junction, Colorado     |                                                          |